# Namsskogans kommun
Namsskogans kommun (norska: Namsskogan kommune) är en kommun i landskapet Namdalen i Trøndelag fylke i mellersta Norge. Kommunens centralort är tätorten Namsskogan.
Tidigare har kommunen tillhört dåvarande Nord-Trøndelag fylke.

## Administrativ historik
Namsskogans kommun bildades 1923 genom en delning av Grongs kommun.
Sedan dess har kommunens gränser varit oförändrade.

## Geografi
Namsskogans kommun ligger i Namdalen och är omgivet av fjäll i öster och väster. Älven Namsen rinner genom kommunen och nästan parallellt med älven går Europaväg 6. Kommunen ligger på Grongfeltet vilket medför att det finns förekomster av malm, vilket i sin tur gav underlag för gruvdrift i Skorovatn (Skorovas).

## Tätorter
I Namsskogans kommun finns en tätort:
- Namsskogan (centralort)

## Socknar
Inom Norska kyrkan motsvaras Namsskogans kommun av Namsskogans socken i Namdals prosteri i Nidaros stift.

## Bilder

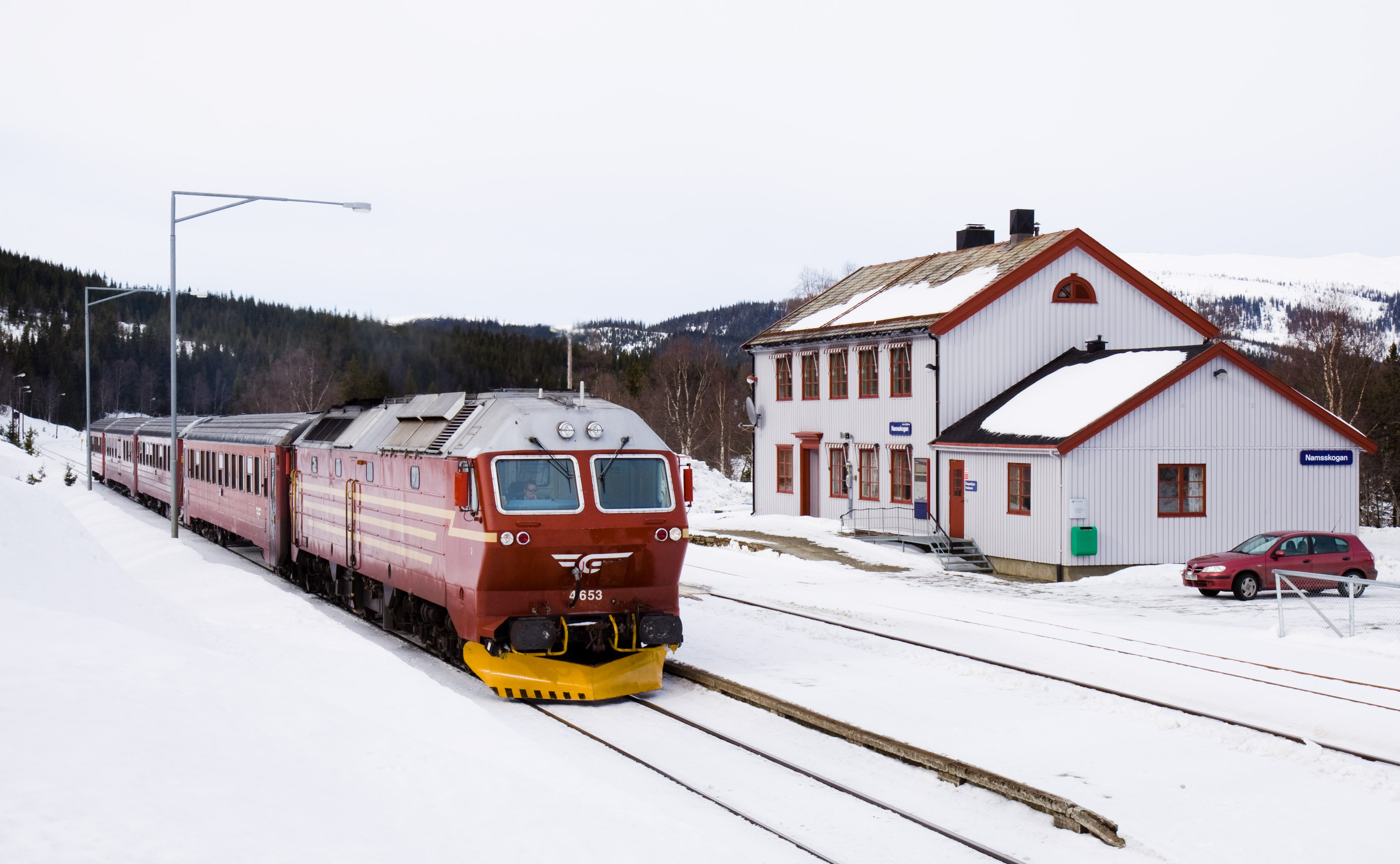
Namskogans station.
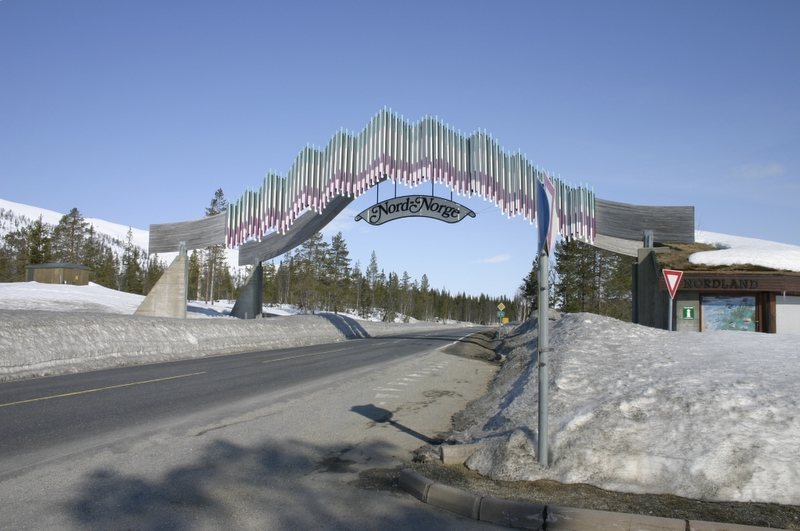
E6 på gränsen mellan Namsskogans kommun i Trøndelag och Grane kommun i Nordnorge.